# Fritz Naef
Fritz Naef (* 5. Juni 1934; † 27. Juli 2014) war ein Schweizer Eishockeyspieler, der in den späten 1950er und 1960er Jahren zu den besten Stürmern der Nationalliga A gehörte und mit dem Schweizer Nationalteam an den Olympischen Winterspielen 1956 in Cortina d’Ampezzo teilnahm.

## Karriere
Naef begann seine Karriere beim HC Davos, für den er zwischen 1949 und 1954 in der Nationalliga A spielte und 1950 als 16-Jähriger Schweizer Meister wurde. Anschließend war er bis zum Ende der Saison 1959/60 beim Lausanne HC aktiv, mit dem er 1957 in die NLA aufstieg.
Zwischen 1960 und 1969 spielte er für den HC Servette, mit dem er 1964 in die Nationalliga A aufstieg. Mit Lausanne und Servette war er sechsmal bester Torschütze der Nationalliga – 1959, 1960 sowie von 1965 bis 1968. Zudem hält Naef den Rekord für die meisten Tore in einem Spiel – am 21. Januar 1967 erzielte er acht Treffer beim 12:3-Sieg von Servette gegen den Neuchâtel Young Sprinters HC. Sein letztes Spiel bestritt er am 15. Februar 1969 gegen den HC La Chaux-de-Fonds, den Servette mit 7:3 besiegte.
Fritz Naef wurde «Nasli» genannt, da er im Laufe seiner Karriere sechs Brüche des Nasenbeins hinnehmen musste. Nach seinem Rücktritt vom aktiven Sport war er als Chauffeur eines Limousinen-Dienstes tätig. Am 25. September 2004 wurde seine Nummer 6 von Servette gesperrt. Naef starb im Juli 2014 im Alter von 80 Jahren.

### International
Naef nahm insgesamt an vier Weltmeisterschaften (1955, 1956, 1961 und 1962) und den Olympischen Winterspielen 1956 teil.
Für die Nationalmannschaft bestritt Naef insgesamt 51 Länderspiele, in denen er 52 Tore erzielte.

## Erfolge
| - 1950 Schweizer Meister mit dem HC Davos - 1957 Aufstieg in die Nationalliga A mit dem Lausanne HC - 1959 Topscorer der Nationalliga A - 1960 Topscorer der Nationalliga A - 1964 Aufstieg in die Nationalliga A mit dem Genève-Servette HC - 1965 Topscorer der Nationalliga A - 1966 Vizemeister mit dem Genève-Servette HC | - 1966 Topscorer der Nationalliga A - 1967 Vizemeister mit dem Genève-Servette HC - 1967 Topscorer der Nationalliga A - 1968 Vizemeister mit dem Genève-Servette HC - 1968 Topscorer der Nationalliga A - 1969 Vizemeister mit dem Genève-Servette HC |